# Тодор Шиваров
Тодор Д. Шиваров е български търговец и политик.

## Биография
Роден е през 1842 г. в Трявна в семейството на търговец. Има двама братя – Илия, който е книжар и издател и Павел, който е опълченец и по-късно подполковник от българската армия. Тодор Шиваров завършва образование в родния си град, а след това работи в Букурещ, където е дребен търговец при Евлоги Георгиев. В Букурещ е в средите на Георги Раковски. През 1865 г. финансира четата на Хаджи Димитър и Стефан Караджа. Впоследствие фалира и отново започва работа при Евлоги Георгиев. Членува в Тайния централен български комитет. Спомага Българското книжовно дружество през 1869 г. По време на Руско-турската война заминава за Оряхово, където отваря малка фабрика за обработка на тютюн. В периода септември 1878 – 20 септември 1879 г. и от 20 септември 1879 – 4 октомври 1881 г. е председател на Градския съвет на Рахово. Между 4 октомври 1881 и 1 май 1883 г. е председател на Раховския окръжен съвет. След това до 9 януари 1893 г. е управител на данъчната администрация в Рахово. Народен представител е в Учредителното събрание по звание като председател на Градския съвет в Рахово. Шиваров е с консервативни убеждения. Умира на 9 януари 1893 г. в Оряхово.